# Het wapen van Rihei
Het wapen van Rihei is het zesde album in de reeks van De Rode Ridder en is geschreven door Willy Vandersteen. Willy stond samen met medewerkers als Karel Verschuere en Eduard De Rop voor de tekeningen in. De strip is uitgebracht vanaf 19 oktober 1960.

## Het verhaal
Johan scheept in op een Portugees schip. Als hun schip strandt op een eiland niet ver van de kust van Japan, worden ze begroet door een daimyo. Ze worden gastvrij behandeld, maar het wordt hun verboden om het vasteland te betreden. Johan krijgt toestemming om het vasteland te betreden, wanneer hij de landheer redt van een aanslag van sluipmoordenaars tijdens het avondmaal.
Als er rovers op komst zijn, wacht Johan op ze bij een brug. Johan houdt stand, maar als zijn tegenstand lijkt te breken, snelt een ruiter hem te hulp, en de rovers worden verdreven. Zijn redder in nood noemt Sempei. Een samoerai pleegt onderweg een tweetal aanslagen, maar Sempei en Johan ontsnappen en weten met behulp van een list de sluipmoordenaar gevangen te nemen. Deze weigert iedere vraag te beantwoorden. Sempei laat hem vrij en geeft hem zelfs zijn zwaard terug. De smaad van zijn falen kan hij alleen uitwissen door zelfmoord te plegen (Seppuku).
Na een gevaarlijke reis en de dood van Sempei, gaat Johan alleen verder en belandt hij bij
een koopman, Rihei, die de opstandelingen tegen Kira van wapens voorziet. Om het geheim van de ronins te bewaren heeft Rihei zelfs zijn zoontje en vrouw weggestuurd.
In de dagen erna helpt Johan Rihei met het inpakken van de wapens. Johan neemt afscheid. Hij schenkt Rihei een pakje, dat enkel mag geopend worden als de opdracht slaagt. Als Rihei het pakje openmaakt dan blijkt het haar van zijn vrouw bevatten.
Later zullen de 47 ronins, voorzien van wapens door Rihei, toeslaan en hun meester wreken.

## Achtergronden bij het verhaal
- Inspiratie voor dit verhaal is de Japanse legende van de zevenenveertig ronin.